# Hubert Gough
Sir Hubert de la Poer Gough, (Gurteen-Le-Poer, 12 agosto 1870 – Londra, 18 marzo 1963) è stato un generale britannico.

## Biografia

### I primi anni e l'inizio della carriera
Hubert Gough nacque da una famiglia aristocratica anglo-irlandese a Gurteen, nella Contea di Waterford, in Irlanda, figlio primogenito del generale Sir Charles J.S. Gough, nipote del generale Sir Hugh H. Gough, e fratello del Brigadiere Generale Sir John Edmund Gough (tutti e tre decorati della Victoria Cross). Sposò Harriette Anastasia de la Poer, figlia di John William de la Poer, XVII Barone de la Poer, di Gurteen, Contea di Waterford, già deputato al parlamento per la costituente della Contea di Waterford. La loro figlia, Eleanore, sposerà il Maggiore Eric Adlhelm Torlogh Dutton, nel 1936.

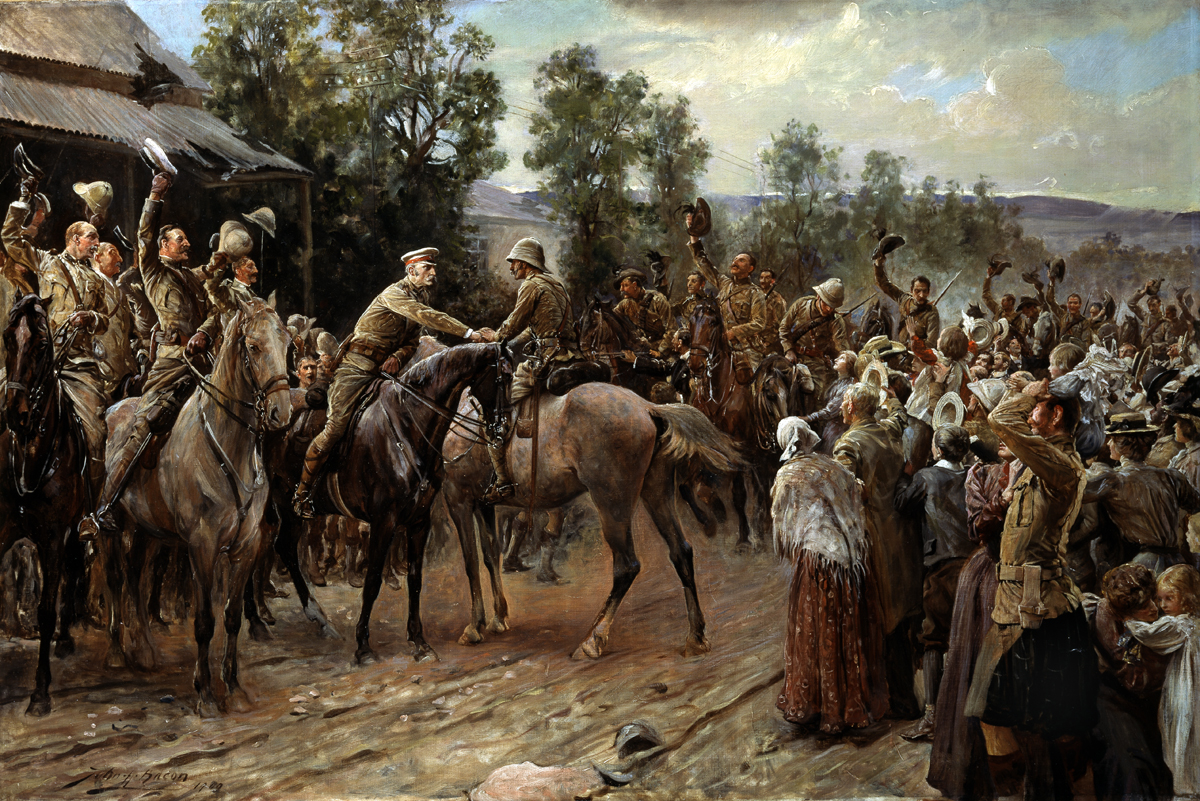
La liberazione di Ladysmith. Sir George White si congratula col maggiore Hubert Gough il 28 febbraio 1900. Dipinto di John Henry Frederick Bacon (1868-1914)

Gough frequentò l'Eton College e, secondo la sua stessa autobiografia dal titolo "Soldiering On", egli era un pessimo studente in latino, ma eccelleva negli sport come il calcio ed il rugby.
Dopo aver lasciato Eton, Gough ottenne di essere ammesso alla Royal Military Academy, Sandhurst nel 1888. Egli aderì quindi al 16th Lancers nel 1889 e prestò servizio nella Campagna di Tirah. Gough divenne ben presto noto per la sua distinzione nel comando durante l'Assedio di Ladysmith nel corso della Seconda guerra boera. Il suo incontro con George Whie gli porterà grande fortuna nella carriera.
Dal 1904 al 1906 divenne istruttore presso lo Staff College e dal dicembre del 1906 ottenne il comando del 16th lancers. Nel 1911 fece ritorno in Irlanda come brigadiere generale al comando della 3ª brigata di cavalleria, che includeva anche il 16th lancers, nel Curragh.
Nel marzo del 1914 Gough fu uno dei leader nell'Incidente di Curragh, nel quale un gran numero di ufficiali del British Army minacciarono di dimettersi se il governo avrebbe permesso il passaggio dell'Irish home rule.

### La prima guerra mondiale
Allo scoppio della guerra nell'agosto del 1914, Gough comandava la 3rd Cavalry Brigade e successivamente ottenne il comando della 7th Division, conosciuta come "Gough's Mobile Army". Uno dei migliori generali britannici dell'epoca, il generale Sir Douglas Haig, aveva sperimentato su se stesso moltissimi avanzamenti di grado durante il conflitto. Dall'epoca della Battaglia di Loos nel settembre del 1915 egli comandava il I Corps e, all'inizio della Battaglia della Somme nel luglio del 1916, Gough venne posto nel Reserve Army.
Alla fine di ottobre del 1916, la Reserve Army di Gough venne rinominata come Fifth Army. La 16th (Irish) Division e la 36th (Ulster) Division si mossero quindi sotto il suo comando. Il 1º gennaio 1917, venne promosso Tenente Generale "per distinto servizio sul campo". Nel luglio del 1917 durante la Terza battaglia di Ypres anche se entrambe le divisioni erano ormai esauste dopo 13 giorni di movimenti con un equipaggiamento pesante e sotto fitto fuoco nemico, egli ordinò ai propri battaglioni di avanzare a est di Ypres attraverso le ben fortificate posizioni dei tedeschi lasciando libera l'artiglieria. Dalla metà di agosto di quell'anno, il 16th (Irish) perse più di 4.200 uomini ed il 36th (Ulster) ne perse più di 3.600, più o meno il 50% del loro totale. Quando egli accusò le truppe in questione di non essere all'altezza del compito in quanto "gli irlandesi non gradiscono le pallottole nemiche", il feldmaresciallo Haig fu critico verso di lui per aver "giocato la carta irlandese".

#### L'offensiva di primavera
Fu soprattutto la Fifth Army comandata dal generale Gough che venne attaccata dai tedeschi durante l'Operazione Michael dal 21 marzo 1918; l'offensiva tedesca colse inizialmente notevoli successi e l'armata del generale Gough subì gravi perdite e dovette ripiegare in profondità cedendo molto terreno. Ritenuto il responsabile della disfatta, il generale diede le dimissioni. Peraltro lo storico Andrew Roberts ha dato un giudizio sostanzialmente positivo dell'operato di Gough:
. . . l'offensiva vide grandi errori perpetrati su un comandante distinto dell'esercito che aveva agito giustamente per diversi anni. La Fifth Army di Gough aveva camminato per 42 miglia sino al fronte ed aveva soccorso gli stanchi e demoralizzati francesi. La ragione per cui i tedeschi non si mossero verso Parigi così come avrebbero voluto le leggi della strategia, fu proprio l'eroismo della Fifth Army e del suo rifiuto di lasciare le posizioni. Essi combatterono con azioni di retroguardia per 38 miglia, battendo ogni villaggio, ogni campo ed, all'occasione, ogni iarda... Con nessuna riserva e nessuna linea forte a difenderli sul retro, con diciotto divisioni tedesche contro quindici britanniche, la Fifth Army combatté all'offensiva della Somme, non ritirandosi mai oltre Villers-Bretonneux...
Altri storici come Les Carlyon, sono concordi nel ritenere che Gough avesse fatto il possibile durante l'offensiva Michael ma che le sue performance generali durante la prima guerra mondiale siano state perlopiù fallimentari e frutto di poca preparazione, scarsa comprensione degli spazi di battaglia, e mancanza di empatia coi soldati.

### Gli ultimi anni
Nel 1919 Gough si trovava a capo della missione militare alleata presso gli stati baltici (vedi Ducato Baltico Unito). Si ritirò dal servizio militare attivo nel 1922 col grado di generale.
Dal 1936 al 1943, fu colonnello onorario del 16th/5th The Queen's Royal Lancers, nonché presidente dell'Irish Servicemen's Shamrock Club a Park Lane, Londra.
Durante il pensionamento, scrisse il libro The Fifth Army, nel quale si preoccupò di difendere la sua condotta come comandante nel 1918.
Gough morì a Londra il 18 marzo 1963 all'età di 92 anni, avendo sofferto di problemi ai bronchi per un mese prima della sua morte.